# Diduga costata
Diduga costata är en fjärilsart som beskrevs av Moore 1887. Diduga costata ingår i släktet Diduga och familjen björnspinnare. Inga underarter finns listade i Catalogue of Life.